# アガサ・クリスティー ミス・マープル
『アガサ・クリスティー ミス・マープル』（Agatha Christie's Marple）は、推理作家アガサ・クリスティの作品を原作に、イギリスのITVとアメリカのWGBH-TVが共同で制作・放送したテレビドラマのシリーズ。主演のミス・マープルは、シーズン1からシーズン3までをジェラルディン・マクイーワン (発音はマキューアン)、シーズン4からシーズン6までをジュリア・マッケンジーが務めた。
シーズン1からシーズン5までは4エピソード、シーズン6のみ3エピソードで構成されている。ミス・マープルシリーズを原作としているのは最初の6話（シーズン1からシーズン2第2話）のみで、他はマープルシリーズと他作品を混合した作品である。原題"Agatha Christie's Marple" に"Miss" がないのは、"Agatha Christie's Poirot" （『名探偵ポワロ』として放送）に倣ったためである。
シーズン6終了後、BBCはITVに続編（シーズン7）制作の意思がないことをほのめかしつつ、クリスティの作品の映像化の権利を得たことを発表した。

## 主なあらすじ
セント・メアリ・ミード村に静かに暮らす老婦人ミス・ジェーン・マープルの活躍が描かれる。他の村の友人や親戚を訪ねたマープルが、度々不可解な殺人に遭遇し、事件を解決していく。警察は往々にしてマープルの介入を好まないが、マープルの名声や比類なき観察力は時に彼らを圧倒する。
事件の捜査中に、クリスティの別作品の主人公トミーとタペンスに出会う場面もある。

## 登場人物
全エピソードに登場するのはミス・マープルのみで、前半3シリーズをジェラルディン・マクイーワンが、後半3シリーズをジュリア・マッケンジーが演じている。
複数エピソードに登場する人物も何人かいるが、同じ俳優が演じているわけではない。例外は『書斎の死体』と『鏡は横にひび割れて』でミセス・バントリーを演じたジョアナ・ラムリーと、4エピソードで検死官役を演じたスティーヴン・チャーチェットである。
ヘイドック医師は3エピソードに登場するが、全て異なる俳優が演じており、『書斎の死体』ではロビン・ソーンズが、『牧師館の殺人』ではロバート・パウエルが、『鏡は横にひび割れて』ではニール・ステュークが演じた。マープルの古くからの友人ジェイソン・ラフィエルは、『復讐の女神』では、『牧師館の殺人』にデュフォス教授役で出演したハーバート・ロムが声を当て、『カリブ海の秘密』ではアントニー・シャーが演じた。

## エピソードリスト

### シーズン1（2004年 - 2005年）
| イアン・リチャードソン（コンウェイ・ジェファースン） サイモン・カロウ（メルチェット大佐） ジャック・ダヴェンポート（ハーパー） ジェームズ・フォックス（アーサー・バントリー大佐） ジョアナ・ラムレイ（ドリー・バントリー） ジェイミー・シークストン（マーク・ギャスケル） ロビン・ソーンズ（ヘイドック医師） メアリー・ストックリー（ジョージー・ターナー） | リチャード・ダーデン（プレスコット） アダム・ガルシア（レイモンド・スター） フローレンス・ホース（パメラ・リーヴス） ベン・ミラー（バジル・ブレイク） ブルース・マッキノン（スキャンパー） タラ・フィッツジェラルド（アデレード・ジェファースン） エマ・ウィリアムズ（ルビー・キーン） デヴィッド・ウォリアムス（ジョージ・バートレット） | アンナ・ローリンズ（ベアトリス） ゾーイ・ソーン（フローレンス） スティーヴン・ウィリアムズ（ピーター・カルモディ） ガイルズ・オルダーショウ（エドワーズ） エマ・クック（ディナ・リー） アビゲイル・ニール＝ウィルキンソン（ジェシー） ティナ・マーティン（中年女性） |  |

| スティーヴン・トンプキンソン（スラック） ジェーン・アッシャー（レスター夫人） デレク・ジャコビ（プロズロウ大佐） ジェイソン・フレミング（ローレンス・レディング） ハーバート・ロム（オーギュスティン・デュフォーズ） ミリアム・マーゴリーズ（マージョリー・プライス＝リドリー） ティム・マッキナリー（レナード・クレメント牧師） ロバート・パウエル（ヘイドック医師） | レイチェル・スターリング（グリセルダ・クレメント） マーク・ゲイティス（ロナルド・ハウェズ） エミリー・ブルーニ（エレーヌ・デュフォーズ） ジェナ・カーペンター（メイ・エインワース） スティーヴン・チャーチェット（検死官） クリスティーナ・コール（レティス・プロズロウ） ショーハン・ヘイズ（メアリー・ヒル） ジャネット・マクティア（アン・プロズロウ） | ジュリアン・モリス（デニス・クレメント） アンジェラ・プレザンス（ミス・ハートネル） ルース・シーン（タラント夫人） ジュリー・コックス（若きマープル） マーク・ウォーレン（エインワース大尉） ポール・ホークヤード（フランク・タラント） ジェニー・ホウ（老メイド） ジョン・オーウェン（写真家） |  |

| アマンダ・ホールデン（ルーシー・アイレスバロウ） パム・フェリス（エルスペス・マクギリカディ） ジョン・ハナー（トム・キャンベル警部） ニーヴ・キューザック（エマ・クラッケンソープ） セリア・イムリー（ジョリエ夫人） グリフ・リス・ジョーンズ（デヴィッド・クインパー医師） ジェニー・アガター（アグネス・クラッケンソープ） | ロブ・ブライドン（オードリー警部） チャーリー・クリード＝マイルズ（ハロルド・クラッケンソープ） ベン・ダニエルズ（アルフレッド・クラッケンソープ） ローズ・キーガン（レディ・アリス） マイケル・ランデス（ブライアン・イーストリー） デビッド・ワーナー（ルーサー・クラッケンソープ） ピップ・トレンス（ノエル・カワード） | トビー・マーロウ（ジェームズ・ストッダード＝ウェスト） ネーヴ・マッキントッシュ（ストッダード＝ウェスト夫人） キアラン・マクメナミン（セドリック・クラッケンソープ） カーティス・オブライエン（アレクサンダー・イーストリー） ティム・スタン（スチュワード） ターシャ・ベルサム（オルガ） メリティシェル・ラヴァンシィ（アナ・ストラヴィンスカ） |  |

| ゾーイ・ワナメイカー（レティシア・ブラックロック） アレキサンダー・アームストロング（クラドック大佐） エレイン・ペイジ（ドラ・バンナー） ヴァージニア・マッケンナ（ベル・ゴードラー） フランシス・バーバー（リジー・ヒンチリフィ） シェリー・ルンギ（サディ・スウェッテナム） | クリスチャン・コールソン（エドムンド・スウェッテナム） マシュー・グッド（パトリック・シモンズ） シエンナ・ギロリー（ジュリア・シモンズ） キーリー・ホーズ（フィリッパ・ヘイムズ） ジェラード・ホラン（フレッシャー巡査部長） レズリー・ニコル（マックルランド看護師） | ロバート・パフ（アーチー・イースターブルック大佐） クレア・スキナー（エミー・マーガトロイド） キャサリン・テイト（ミッチー・コシンスキ） ニコル・ルイス（マーナ・ハリス） クリスチャン・パダースン（ルディ・シャーツ） リチャード・ディクソン（ロウランドスン） |  |

### シーズン2（2006年）
| フィル・デイヴィス（ジェイムズ・ケネディ医師） ドーン・フレンチ（ジャネット・アースキン） ポール・マッギャン（ディッキー・アースキン） ユーナ・スタッブス（イーディス・パジェット） ピーター・セラフィノウィッツ（ウォルター・フェーン） サラ・パリッシュ（イヴ・バランタイン） ニコラス・グレイス（ライオネル・ラフ) | エイダン・マクアードル（ヒュー・ホーンビーム） アンナ＝ルイーズ・プロウマン（ヘレン・マースデン） リチャード・ブレマー（シムズ） ジュリアン・ワダム（ケルヴィン・ハリデイ） マーティン・ケンプ（ジャッキー・アフリック） ソフィア・マイルズ（グエンダ・ハリデイ） ハリー・トレッダウェイ（ジョージ・アースキン） グレッグ・ヒックス（フェルディナンド） | ジェラルディン・チャップリン（フェーン夫人） ラス・アボット（アーサー・プライマー警部） ハリエット・ウォルター（マルフィ公爵夫人） エミリオ・ドゥアガシン（デサイ巡査部長） ダレン・カーナル（ドレッサー） ヘレン・コッカー（リリー・タット） メアリー・ヒーリー（ショップ店員） ヴィンセント・レイ（ジム・タット） |  |

| ロザリンド・ナイト（パトリッジ） （モナ・シミントン） ショーン・パートウィー（オーエン・グリフィス医師） キース・アレン（グレイブス警部補） フランシス・デ・ラ・トゥーア（モード・デイン・カルスロップ） | スティーヴン・チャーチェット（検死官） セルマ・バーロウ（エミリー・バートン） ジェシカ・ハインズ（エメ・グリフィス） ジョン・セッションズ（カーデュー・パイ） エミリア・フォックス（ジョアナ・バートン） ケリー・ブルック（エルジー・ホーランド） | ハリー・エンフィールド（リチャード・シミントン） ケン・ラッセル（ケイレブ・デイン・カルスロップ牧師） タルラ・ライリー（ミーガン・ハンター） ジェームズ・ダーシー（ジェリー・バートン） エレン・キャプロン（アグネス・ブラウン） アンジェラ・カラン（グリンチ） |  |

| グレタ・スカッキ（タペンス・ベレズフォード） アンソニー・アンドリュース（トミー・ベレズフォード） クレア・ホルマン（パッカード） ミリアム・カーリン（マージョリー・ムーディ） O・T・ファグベンル（クリス・マーフィ） ジョシー・ローレンス（ハンナ・ベレズフォード） ブライアン・コンリー（エリック・ジョンソン） ボニー・ラングフォード（ベティ・ジョンソン） | パトリック・バーロウ（ティモシー） リア・ウィリアムズ（ネリー・ブライ） スティーヴン・バーコフ（フレディー・エックルズ） マイケル・マロニー（ジョシュア・ウォーターズ医師） レスリー・フィリップス（フィリップ・スターク卿） ミシェル・ライアン（ローズ・ウォーターズ） クレア・ブルーム（エイダ叔母さん） | ジューン・ウィットフィールド（ランカスター夫人） チャールズ・ダンス（セプティマス・ブライ） イライザ・ベネット（ノラ・ジョンソン） マイケル・ベグリー（イーサン・マクスウェル） ジョディ・ホールズ（エイモス・ペリー） フローレンス・ストリックランド（ジェーン・アイル） オリバー・ジョーダン（若きイーサン） クロエ・ペニントン（若きハンナ） |  |

| キャリー・マリガン（ヴァイアリット・ウィリット） パトリシア・ホッジ（ウィリット夫人） リタ・トゥシンハム（エリザベス・パーシハウス） マイケル・ブランドン（マーティン・ジマーマン） ジェームズ・ウィルビー（スタンリー・カークウッド） ジェフリー・キッスーン（エーメ・ガイ） | ローレンス・フォックス（ジェイムズ・ピアソン） マシュー・ケリー（ドナルド・ジョーンズ） ロバート・ハーディ（ウィンストン・チャーチル） ポール・ケイ（アンブローズ・バート医師） ジェームズ・マーレイ（チャールズ・バーナビー） メル・スミス（ジョン・エンダビー） | ゾーイ・テルフォード（エミリー・トリフューシス） ティモシー・ダルトン（クライブ・トレヴェリアン） マイケル・アトウェル（アーチー・ストーン） イアン・ハラード（レポーター） ロバート・ヒクソン（アーサー・ホプキンス） |  |

### シーズン3（2007年 - 2009年）
| マルティン・マカッチョン（ジェーン・クーパー） スティーヴン・マンガン（ラリー・バード警部） ポリー・ウォーカー（ベス・セジウィック） ヴィンセント・リーガン（ミッキー・ゴーマン） ハナ・スピアリット（ティリー・ライス） ミーシャ・パリス（アメリア・ウォーカー） エミリー・ビーチャム（エルヴァイラ・ブレイク） エド・ストッパード（ラディスラス・マリノスキー） | チャールズ・ケイ（カノン・ペニフェザー） メアリー・ナイ（ブリジット・ミルフォード） フランチェスカ・アニス（セリナ・ヘイジー） ダニー・ウェッブ（ムッティ） ピーター・デイヴィソン（ハバート・カーテン） ニコラス・バーンズ（ジャック&ジョエル・ブリテン） マーク・ヒープ（ハンフリーズ） | ジェームズ・ハワード（1891 ホテルのドアマン） アダム・スメサースト（カブ運転手） トニー・ビッグネル（新聞配りの少年） シェントン・ディクソン（ルイ・アームストロング） サラ・ロンドン（ティブス） ジョージア・アレン（ライス夫人） イザベラ・パリス（若き頃のミス・マープル） |  |

| ジェーン・シーモア（レイチェル・アージル） ジュリエット・スティーヴンソン（グエンダ・ヴォーン） アリソン・ステッドマン（カーステン・リンツトロム） トム・ライリー（ボビー・アージル） デニス・ローソン（リオ・アージル） リサ・スタンスフィールド（メアリ・デュラント） | バーン・ゴーマン（ジャッコ・アージル） ジュリアン・リンド＝タット（アーサー・キャルガリ医師） リース・シェアスミス（ヒュイッシ警視） ステファニー・レオニダス（ヘスター・アージル） ググ・バサ＝ロー（ティナ・アージル） | リチャード・アーミティッジ（フィリップ・デュラント） ブライアン・ディック（ミッキー・アージル） アンドレア・ロウ（モーリーン） カミーユ・コドゥリ（リンジー） ピッパ・ヘイウッド（ミセス・プライス） マイケル・フィースト（ジョン・クロカー） ジェームズ・ハラン（シリル・プライス） |  |

| トム・ベイカー（フレデリック・トリーヴス） ジュリー・グレアム（メアリー・アルディン） ポール・ニコルズ（テッド・ラティマー） ジュリアン・サンズ（トマス・ロイド） アラン・デイヴィス（マラード） アイリーン・アトキンス（カーミラ・トレシリアン） グレッグ・ワイズ（ネヴィル・ストレンジ） | ゾーイ・タッパー（ケイ・ストレンジ） サフロン・バロウズ（オードリー・ストレンジ） グレグ・ルーゼドスキー（メリック） アメルダ・ブラウン（バレット） ジョー・ウッドコック（アリス） ウェンディ・ノッティンガム（ミセス・ロジャース） | ベン・メイヘス（ティッピング） トマス・アーノルト（ジョーンズ） マイク・バーンサイド（ジョージ） エレノア・ターナー＝モス（ディアナ・ブリントン） ガイ・ウィリアムズ（レーゼンビー医師） ピーター・サイモンズ（ハーストル） |  |

| リチャード・E・グラント（レイモンド・ウェスト） ダン・スティーヴンス（マイケル・フェイバー〈ラフィール〉） ハーバート・ロム（ジェイソン・ラフィール） ウィル・メラー（マーティン・ワッディ） アマンダ・バートン（シスター・クロチルド） | アン・リード（シスター・アグネス） エイドリアン・ローリンズ（デレク・ターンブル） ロニ・アンコーナ（アマンダ・ダリンプル） ジョージ・コール（ローレンス・レイバン） ジョニー・ブリッグス（シドニー・ラムリー） エミリー・ウーフ（ロウィーナ・ワッディ） | ルース・ウィルソン（ジョージナ・バロー） リー・イングルビー（コリン・ハーズ） グレアム・ガーデン（マシュー・ブロードリブ） ローラ・ミシェル・ケリー（ヴェリティ・ハント） ローラ・ミシェル・ケリー（マーガレット・ラムリー） ハイジ・モンセン（ウェイトレス） |  |

### シーズン4（2009年 - 2011年）
| マシュー・マクファディン（ニール警部） ヘレン・バクセンデイル（メアリー・ダブ） ルーシー・コーフー（パトリシア・フォーテスキュー） プルネラ・スケイルズ（ミセス・マッケンジー） ルパート・グレイブス（ランス・フォーテスキュー） ラルフ・リトル（ピックフォード巡査部長） ウェンディ・リチャード（クランプ夫人） | ベン・マイルズ（パーシバル・フォーテスキュー） リズ・ホワイト（ジェニファー・フォーテスキュー） アンナ・マデリー（アデル・フォーテスキュー） ジョセフ・ビーティー（ビビアン・デュボワ） ケネス・クラナム（レックス・フォーテスキュー） ハティ・モラハン（エレイン・フォーテスキュー） ローラ・ハドック（ミス・グロヴナー） | ケン・キャンベル（クランプ） エドワード・チューダー＝ポール（バーンズドーフ教授） ポール・ブルック（ビリングスリー） クリス・ラーキン（ジェラルド・ライト） レイチェル・アトキンス（サナトリウムのシスター） ローズ・ヘイニー（グラディス・マーティン） ティア・コリングス（ティリー） |  |

| シャーリー・ヘンダーソン（オノリア・ウェインフリート） ベネディクト・カンバーバッチ（ルーク・フィッツウィリアム） シルヴィア・シムズ（ラビニア・ピンカートン） ジェマ・レッドグレイヴ（ジェシー・ハンブルビー） アンナ・チャンセラー（リディア・ホートン） ヒューゴ・スピアー（ジェームズ・アボット） | スティーヴ・ペンバートン（ヘンリー・ウェイク） ジェームズ・ランス（ジェフリー・トーマス医師） マルゴ・スティリー（ブリジット・コンウェイ） デヴィッド・ヘイグ（ヒュー・ホートン少佐） ラッセル・トヴェイ（テレンス・リード巡査） ティム・ブルック＝テイラー（エドワード・ハンブルビー医師） | リンゼイ・マーシャル（エイミー・ギブス） カミラ・アーフウェドソン（ローズ・ハンブルビー） スティーヴン・チャーチェット（検死官） スティーヴン・ハートリー（ジョージ・ロジャース） ジュリアン・ライトウィング（レナード・ウェインフリート） |  |

| ジョーン・コリンズ（ルース・フォン・ライドック） マキシン・ピーク（ジュリエット・ベレバー） イアン・オギルビー（ジョニー・レスタリック） サラ・スマート（ミルドレッド・セロコールド） エリオット・コーワン（ウォーリー・ハッド） | ペネロープ・ウィルトン（キャリー・ルイーズ・セロコールド） ナイジェル・テリー（クリスチャン・ガルブランセン） ブライアン・コックス（ルイス・セロコールド） アレックス・ジェニングス（カリー警部） トム・ペイン（エドガー・ローソン） | エマ・グリフィス・マリン（ジーナ・エルズワース） ショーン・ヒューズ（レイク巡査部長） リアム・ギャリガン（スティーヴン・レスタリック） アレクセイ・セイル（マーベリック医師） ジョーダン・ロング（アーネスト） |  |

| リチャード・ブライアーズ（ウィルソン） リック・メイヨール（アレック・ニコルソン） マーク・ウィリアムズ（クロード・エヴァンズ） ショーン・ビガースタッフ（ボビー・アットフィールド） シューアン・モリス（フロリー） レイフ・スポール（ロジャー・バシントン） | ウォーレン・クラーク（ピータース警視長） サマンサ・ボンド（シルビア・サベッジ） ヘレン・レデラー（マージョリー・アトフィールド） ナタリー・ドーマー（モイラ・ニコルソン） ジョージア・モフェット（フランキー・ダーウェント） | ハンナ・マリー（ドロシー・サベッジ） フレディ・フォックス（トム・サベッジ） ベイシャー・サベッジ（若きジョージ・サベッジ） サラ・リッジウェイ（若きシルビア・サベッジ） ルパート・サベッジ（若きジャック・サベッジ） デヴィッド・ブキャナン（ジョン・カーステアズ） |  |

### シーズン5（2010年 - 2011年）
| ニコラス・パーソンズ（ゴーマン神父） エリザベス・ライダー（デービス夫人） ニール・ピアソン（ルジューン警部） ジェイソン・メレルズ（エドワード・ケリガン医師） リンダ・バロン（コピンズ夫人） JJ・フィールド（ポール・オズボーン） ポーリーン・コリンズ（サーザ・グレイ） | スーザン・リンチ（シビル・スタンフォーディス） ジェニー・ギャロウェイ（ベラ・エリス） トム・ウォード（コッタム大尉） ホリー・ヴァランス（カンガ・コッタム） ナイジェル・プレイナー（ロジャー・ベナブルズ） ジョナサン・ケイク（マーク・イースターブルック） エイミー・マンソン（ジンジャー・コリガン） | ホリー・ウィロウビー（グッディ・カーン） サラ・アレクサンダー（リディア・ハーズネット） ビル・パターソン（ブラッドリー） ジョディ・ヘイ（バーティー） ジェニファー＝ジェーン・フッカー（タッカートン夫人） ジュリア・モロニー（トマシーナ・タッカートン） マイク・シェパード（劇団員） |

| シャーロット・ソルト（レディ・バージニア） アダム・ゴドリー（ジョージ・ローマックス） エドワード・フォックス（ケイタラム卿） アンソニー・ヒギンズ（ルードヴィッヒ伯爵） ジョナス・アームストロング（アントニー・ケイド） | ルース・ジョーンズ（ヒルダ・ブレンキンソップ） デヴラ・カーワン（バンドル） マシュー・ホーン（ビル・エバスレー） スティーヴン・ディレイン（フィンチ警部） ローラ・オトゥール（アグネス・パーカー） | ミシェル・コリンズ（コンスタンス・トレッドウェル） アレックス・ナイト（ジャファーズ） ロバート・ダンバー（若きルードヴィッヒ伯爵） レティ・バトラー（若きトレッドウェル） イアン・ヴァイシャート（若きローマックス） |

| ドナルド・シンデン（サー・ヘンリー・クリザリング） シャロン・スモール（メアリー・プリチャード） クローディー・ブレイクリー（フィリッパ・プリチャード） デヴィッド・コールダー（ダーモット） トビー・スティーブンス（ジョージ・プリチャード） ポール・リス（ルイス・プリチャード） パトリック・バラディ（ジョナサン・フレイン医師） | クレア・ラッシュブルック（キャロライン・コプリング） ジョアンナ・ペイジ（ヘスター） キャロライン・キャッツ（ヘイゼル・インストウ） ケヴィン・マクナリー（サマーセット警部） ジェイソン・デュール（エディ・スワード） ヒュー・ロス（カーマイケル判事） デレク・ハッチンソン（コンシェルジュ） | レベッカ・マニング（スーザン・カーステア） イアン・イースト（庭師のジョン） リチャード・ベッツ（法廷の書記） ベンジャミン・ハーコート（ピーター・プリチャード） トーマス・ハーコート（マイケル・プリチャード） モリー・ハーコート（スーザン・プリチャード） |  |

| リンゼイ・ダンカン（マリーナ・グレッグ） ジョアンナ・ラムレイ（ドリー・バントリー） ヒュー・ボネヴィル（ヒューイット警部） ブレナン・ブラウン（ヘイリー・プレストン） ナイジェル・ハーマン（ジェイソン・ラッド） ヴィクトリア・スマーフィット（エラ・ブラント） サミュエル・バーネット（ティドラー巡査部長） | マーティン・ジャーヴィス（ヴィンセント・ホグ） ハンナ・ワディンガム（ローラ・ブリュースター） シャーロット・ライリー（マーゴット・ベンス） キャロライン・クエンティン（ヘザー・バドコック） ミッシェル・ドートリス（ハバード夫人） ニール・ステューク（ヘイドック医師） ウィル・ヤング（ケイシー・クロフト） | アンナ・アンダースン（メイジー・クーパー） ジーン・グッドマン（ルイス・チャールズ） イザベラ・パリス（マリー・テレーズ） ジョナサン・コイン ドン・ギャラガー ロイス・ジョーンズ オリヴィア・ダーンリー（チェリー・ベイカー） |  |

### シーズン6（2013年）
| ロバート・ウェッブ（ティム・ケンドル） チャリティー・ウェイクフィールド（モリー・ケンドル） マイアンナ・バーリング（ラッキー・ダイソン） チャールズ・メジャー（グレッグ・ダイソン） モンセラート・ロンバード（エスター・ウォルターズ） ウォーレン・ブラウン（ジャクソン） | アントニー・シャー（ジェイソン・ラフィール） オリヴァー・フォード・デイヴィス（パルグレイヴ少佐） ピッパ・ベネット＝ワーナー（ヴィクトリア・ジョンソン） ダニエル・リグビー（プレスコット牧師） アラステア・マッケンジー（エドワード・ヒリンドン） ハーマイオニー・ノリス（イヴリン・ヒリンドン） | チャーリー・ヒグソン（ジェームズ・ボンド） キングスリー・ベン＝アディル（エロール） ジェレミー・クラッチリー（イアン・フレミング） アニール・マトティ（ダヴェントリー警部） ジョー・ヴァス（ウェストン巡査 アンドレア・ドンドロ（ママ・ゾーベ） |

| キンバリー・ニクソン（ルイーザ・オクスリー） フィオナ・ショウ（キャサリン・グリーンショウ） ジム・モイア（ウォルター・クラッケン） ラフス・ジョーンズ（ホレース・バインドラー） ジュリア・サワラ（クレスウェル夫人） マーティン・コムストン（アルフレッド・ポロック） | ジョアンナ・デヴィッド（グレース・リッチー） ロバート・グレニスター（ブロフィ神父） ジョン・ゴードン・シンクレア（ウェルチ警部） マット・ウィリス（ケイリー巡査） ジュディ・パーフィット（シシリー・ビュークレック） | サム・リード（ナット・フレッチャー） ボビー・スモールドリッジ（アーチー・オクスリー） オスカー・ピアース（フィリップ・オクスリー） カンディダ・ガビンズ（ミニー・タリヴァー） ダンカン・ケイシー |

| トム・ヒューズ（マイケル・ロジャース） ジョアンナ・ヴァンダーハム（エリー・グッドマン） ビアギッテ・ヨート・スレンセン（グレタ・アンダースン） グリニス・バーバー（コーラ・ファン・スタイブサン） ヒュー・デニス（ショウ医師） タムジン・アウスウェイト（ロジャース夫人） | ウィリアム・ホープ（アンドリュー・リピンコット） ロザリンド・ハルステッド（クラウディア・ハードカスル） ウェンディ・クレイグ（マージョリー・フィルポット） ジャネット・ハンフリー（エスター・リー） アナイリン・バーナード（ロビー・ヘイマン） マイケル・マッケル（フランク・スタンフォード） | スティーヴン・チャーチェット（検死官） セイリン・ジョーンズ（キーニー巡査） アダム・ワズワース（ピート・ヘイマン） アラン・ボンド（ホテルの客） キャロライン・オニール（通行人） |  |

## 非映像化作品
ミス・マープルシリーズの長編全12作は全て本作で映像化されている。
しかし、短編で映像化されていない作品がまだ残っており、それらが映像化されるか否かは不明である。「青いゼラニウム」は長編として制作され、「グリーンショウ氏の阿房宮」は「聖ペテロの指のあと」と繋ぎ合わせる形で制作された。「毒草」は『チムニーズ館の秘密』の一部として制作された。

## ノミネート
2005年、ジェラルディン・マクイーワンが第10回サテライト賞主演女優賞（ミニシリーズ部門）にノミネートされた。また、同年シーズン1はプライムタイム・エミー賞 作品賞 (ミニシリーズ/テレビ映画部門)にノミネートされた。

## 世界への配給
アメリカでは、PBS（公共放送サービス）のミステリードラマ枠"Mystery!" にて"Agatha Christie's Miss Marple"のタイトルで放送された。カナダ全域でカナダ放送協会で（レディオ・カナダではフランス語版）放送された。オーストラリアでは、原題のままオーストラリア放送協会で放送された。
香港ではATVワールドで、韓国ではMegaTVで、中国ではCCTV-8で放送された。なお、中国では『書斎の死体』と『殺人は容易だ』はレズビアンや近親相姦がストーリーに関わってくるため放送されなかった。また、『なぜ、エヴァンズに頼まなかったのか?』は中国の終戦のエピソードが出てくるため大幅に編集されて放送された。
ノルウェーではNRK1で"Miss Marple" として、スウェーデンではTV4で"Marple" として、ポーランドではAle Kino+で、チェコではチェコ語でミス・マープルを意味する"Slečna Marplová" として放送された。
ブラジルでは、ブラジルHBOで放送された。

### 日本
日本ではNHKBSプレミアムほかで放送された。
主な出演者の声の吹き替えはシーズン1でジェラルディン・マクイーワン（岸田今日子）、イアン・リチャードソン（内田稔）、タラ・フィッツジェラルド（藤生聖子）、レイチェル・スターリング（山崎美貴）、ジェーン・アッシャー（一城みゆ希）が務めた。なお岸田の亡くなった後に放送されたシーズン2ではマープル役は草笛光子に、シーズン4以降ジュリア・マッケンジーがマープルを演じるのに合わせて、藤田弓子が起用された。

## 原作からの変更点
映像化に当たって、いくつかの変更があり、視聴者に議論を巻き起こした。第1話『書斎の死体』では、犯人の1人を変え、プロットに同性愛のエピソードを盛り込んだ。第2話ではマープルの若い頃のエピソードを挿入し、第3話では犯行の動機が変更され、第4話では登場人物が減らされ、原作で控えめに表現されているレズビアンのエピソードが強調された。
シーズン2でも変更点がいくつか見られる。トミーとタペンスシリーズの『親指のうずき』や、シリーズ外の『シタフォードの秘密』などがミス・マープルものとして、犯人を変更して制作された。
シーズン3の『無実はさいなむ』と『ゼロ時間へ』もシリーズ外の作品である。シリーズ外の作品を取り入れる傾向は続き、シーズン4では『殺人は容易だ』や『なぜ、エヴァンズに頼まなかったのか?』が、シーズン5では『チムニーズ館の秘密』と『蒼ざめた馬』が、シーズン6では『終わりなき夜に生まれつく』がそれに相当する。
| S   | サブタイトル                        | 変更点                                                                   |
| --- | ----------------------------------- | ------------------------------------------------------------------------ |
| 1-1 | 書斎の死体                          | レズビアンのエピソードを追加、犯人の1人を変更                            |
| 1-2 | 牧師館の殺人                        | マープルの若かりし頃のエピソードを追加                                   |
| 1-3 | パディントン発4時50分               | 犯人の犯行動機を変更                                                     |
| 1-4 | 予告殺人                            | 登場人物を複数人変え、レズビアンの関係を強調                             |
| 2-1 | スリーピング・マーダー              | 恋愛関係のエピソードを中心に追加                                         |
| 2-2 | 動く指                              | メインのトリックを変更                                                   |
| 2-3 | 親指のうずき                        | 原作はトミーとタペンスシリーズ、プロットの要素を変更                     |
| 2-4 | シタフォードの秘密                  | 原作はシリーズ外作品、犯人を変更                                         |
| 3-1 | バートラム・ホテルにて              | プロット、登場人物、設定など多くを変更                                   |
| 3-2 | 無実はさいなむ                      | 原作はシリーズ外作品、登場人物を大幅に変更                               |
| 3-3 | ゼロ時間へ                          | 原作はシリーズ外作品                                                     |
| 3-4 | 復讐の女神                          | 容疑者と設定を変更                                                       |
| 4-1 | ポケットにライ麦を                  | 登場人物に多少の変更があるが、ほぼ原作に忠実                             |
| 4-2 | 殺人は容易だ                        | 原作はシリーズ外作品、犯行動機を変更                                     |
| 4-3 | 魔術の殺人                          | 複数の登場人物をまとめ、放火事件を追加                                   |
| 4-4 | なぜ、エヴァンズに頼まなかったのか? | 原作はシリーズ外作品                                                     |
| 5-1 | 蒼ざめた馬                          | 原作はシリーズ外作品                                                     |
| 5-2 | チムニーズ館の秘密                  | 原作はシリーズ外作品、犯人を変更、短編「毒草」の要素を追加               |
| 5-3 | 青いゼラニウム                      | 原作にほぼ忠実                                                           |
| 5-4 | 鏡は横にひび割れて                  | 原作にほぼ忠実                                                           |
| 6-1 | カリブ海の秘密                      | 原作にほぼ忠実                                                           |
| 6-2 | グリーンショウ氏の阿房宮            | 「親指のうずき」と合体、コアな部分は原作に忠実                           |
| 6-3 | 終わりなき夜に生まれつく            | 原作はシリーズ外作品だが、マープルシリーズの短編「管理人事件」と似ている |

## DVD
| シーズン                         | 国                             | 発売       |
| -------------------------------- | ------------------------------ | ---------- |
| シーズン1                        | イギリス （リージョン2）       | 2005年03月 |
| シーズン1                        | アメリカ合衆国 （リージョン1） | 2005年05月 |
| シーズン1                        | 日本 （リージョン2）           | 2007年11月 |
| シーズン2                        | イギリス                       | 2006年07月 |
| シーズン2                        | アメリカ合衆国                 | 2006年08月 |
| シーズン2                        | 日本                           | 2008年11月 |
| シーズン3                        | アメリカ合衆国                 | 2007年10月 |
| シーズン3                        | イギリス                       | 2008年10月 |
| シーズン3                        | 日本                           | 2010年08月 |
| シーズン4                        | イギリス                       | 2010年01月 |
| シーズン4                        | アメリカ合衆国                 | 2009年08月 |
| シーズン4                        | 日本                           | 2012年10月 |
| シーズン5                        | アメリカ合衆国                 | 2010年08月 |
| シーズン5                        | イギリス                       | 2011年06月 |
| シーズン5                        | 日本                           | 2012年11月 |
| シーズン6                        | イギリス                       | 2014年01月 |
| シーズン6                        | 日本                           | 2015年02月 |
| シーズン1-5 コレクションボックス | イギリス                       | 2011年08月 |
| シーズン1-6 DVD-BOX              | イギリス                       | 2014年01月 |

## ブルーレイディスク
| シーズン                | 国                              | 発売     |
| ----------------------- | ------------------------------- | -------- |
| シーズン1-5 Blu-ray BOX | スペイン （リージョン・フリー） | [ 注 7 ] |

## 撮影
撮影は、ロンドンを含む、バークシャー・エングルフィールド村、ケント・チラム村、バッキンガムシャー・ターヴィル、オックスフォードシャー・ブルーバリーなどで行われた。ウィンザーのウィンザー・ギルドホールは『牧師館の殺人』で使用された。ネブワースのカントリー・ハウス、ネブワース・ハウスは『パディントン発4時50分』や『グリーンショウ氏の阿房宮』で、ハットフィールド・ハウスは『チムニーズ館の秘密』でチムニーズ館として使用された。ハンブルドン村はセント・メアリ・ミード村や『書斎の死体』に登場するマナー・ハウス、バントリー氏の居館ゴッシントン・ホールとして、『なぜ、エヴァンズに頼まなかったのか?』に登場するサヴェージ城はギルフォードにあるマナー・ハウス、ラズリー・パークが使用された。『カリブ海の秘密』の撮影は南アフリカ共和国のケープタウンで、ビーチのシーンはボルダーズ・ビーチで行われた。最終話『終わりなき夜に生まれつく』はドーセット州ドーチェスターで撮影された。

## 視聴者数
データはイギリスのNPO BARBの視聴率調査による。
| 放送日         | サブタイトル          | 視聴者数 （100万人） |
| -------------- | --------------------- | -------------------- |
| 2004年12月12日 | 書斎の死体            | 8.72                 |
| 2004年12月19日 | 牧師館の殺人          | 8.36                 |
| 2004年12月26日 | パディントン発4時50分 | 5.95                 |
| 2005年01月02日 | 予告殺人              | 7.78                 |

| 放送日         | サブタイトル           | 視聴者数 （100万人） |
| -------------- | ---------------------- | -------------------- |
| 2006年02月05日 | スリーピング・マーダー | 8.74                 |
| 2006年02月12日 | 動く指                 | 7.89                 |
| 2006年02月19日 | 親指のうずき           | 7.93                 |
| 2006年04月30日 | シタフォードの秘密     | 6.58                 |

| 放送日         | サブタイトル           | 視聴者数 （100万人） |
| -------------- | ---------------------- | -------------------- |
| 2007年09月23日 | バートラム・ホテルにて | 5.41                 |
| 2007年09月30日 | 無実はさいなむ         | 5.54                 |
| 2008年08月03日 | ゼロ時間へ             | 5.84                 |
| 2009年01月01日 | 復讐の女神             | 4.48                 |

| 放送日         | サブタイトル                        | 視聴者数 （100万人） |
| -------------- | ----------------------------------- | -------------------- |
| 2009年09月06日 | ポケットにライ麦を                  | 5.39                 |
| 2009年09月13日 | 殺人は容易だ                        | 4.86                 |
| 2010年01月01日 | 魔術の殺人                          | 5.55                 |
| 2011年06月15日 | なぜ、エヴァンズに頼まなかったのか? | 4.51                 |

| 放送日         | サブタイトル       | 視聴者数 （100万人） |
| -------------- | ------------------ | -------------------- |
| 2010年08月30日 | 蒼ざめた馬         | 5.11                 |
| 2010年12月27日 | チムニーズ館の秘密 | 5.06                 |
| 2010年12月29日 | 青いゼラニウム     | 5.96                 |
| 2011年01月02日 | 鏡は横にひび割れて | 4.93                 |

| 放送日         | サブタイトル             | 視聴者数 （100万人） |
| -------------- | ------------------------ | -------------------- |
| 2013年06月16日 | カリブ海の秘密           | 4.89                 |
| 2013年06月23日 | グリーンショウ氏の阿房宮 | 5.11                 |
| 2013年12月29日 | 終わりなき夜に生まれつく | 5.34                 |